# 天沼八幡神社
天沼八幡神社（あまぬまはちまんじんじゃ）は、東京都杉並区天沼にある神社。

## 祭神
- 誉田別命 (ほんだわけのみこと)
- 市杵島姫命 (いちきしまひめのみこと)

## 由緒
当神社は、旧天沼村字中谷戸の鎮守で天正年間（1573年 - 1591年）の創建と伝えられている。別当寺は蓮華寺であった。明治40年（1907年）に四面道の鎮守厳嶋神社を合祀した。昭和2年（1927年）に村社となる。境内には大鳥神社があり、毎年11月の酉の日には酉の市が開かれ熊手などが売られる。

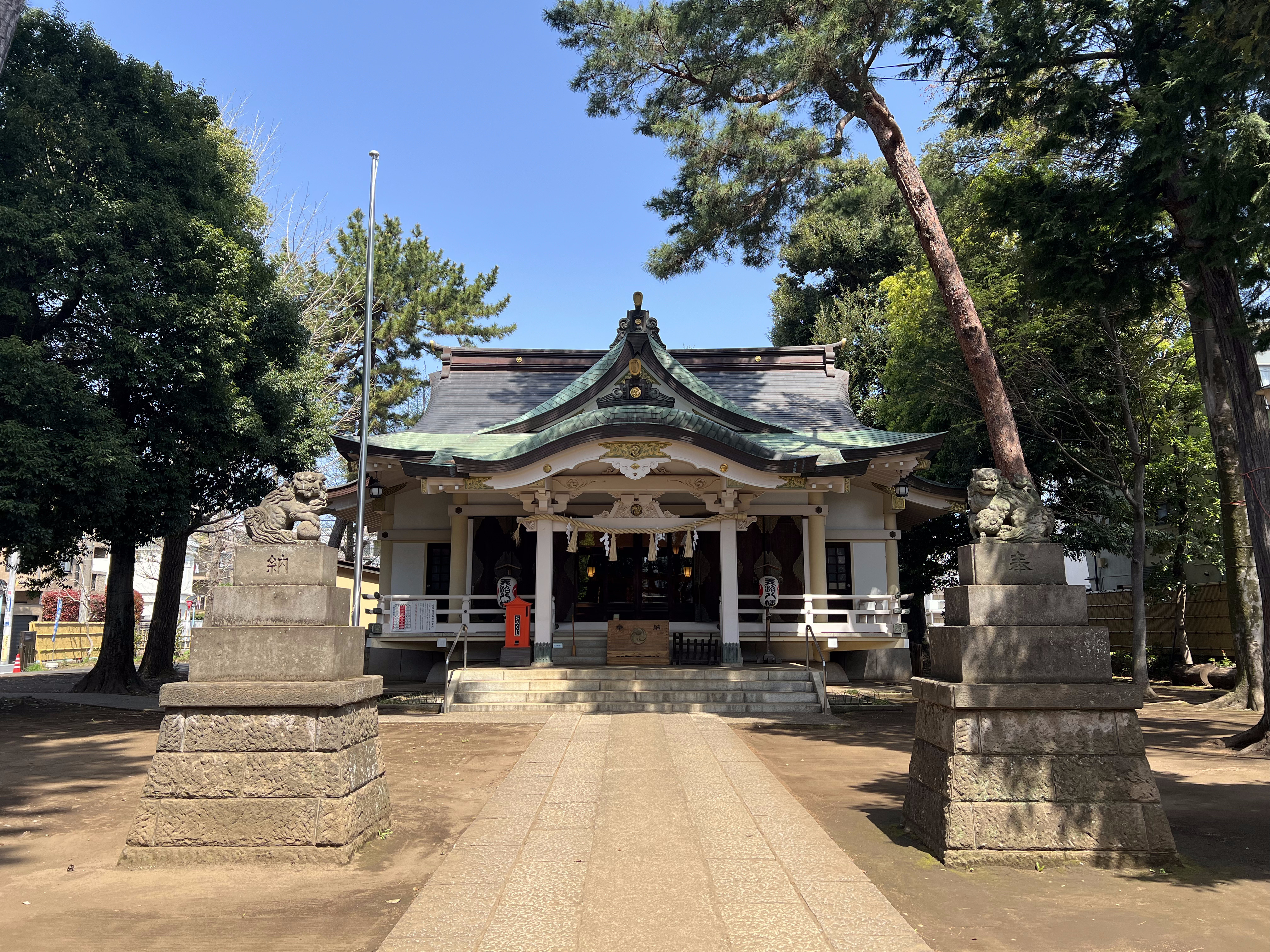
拝殿
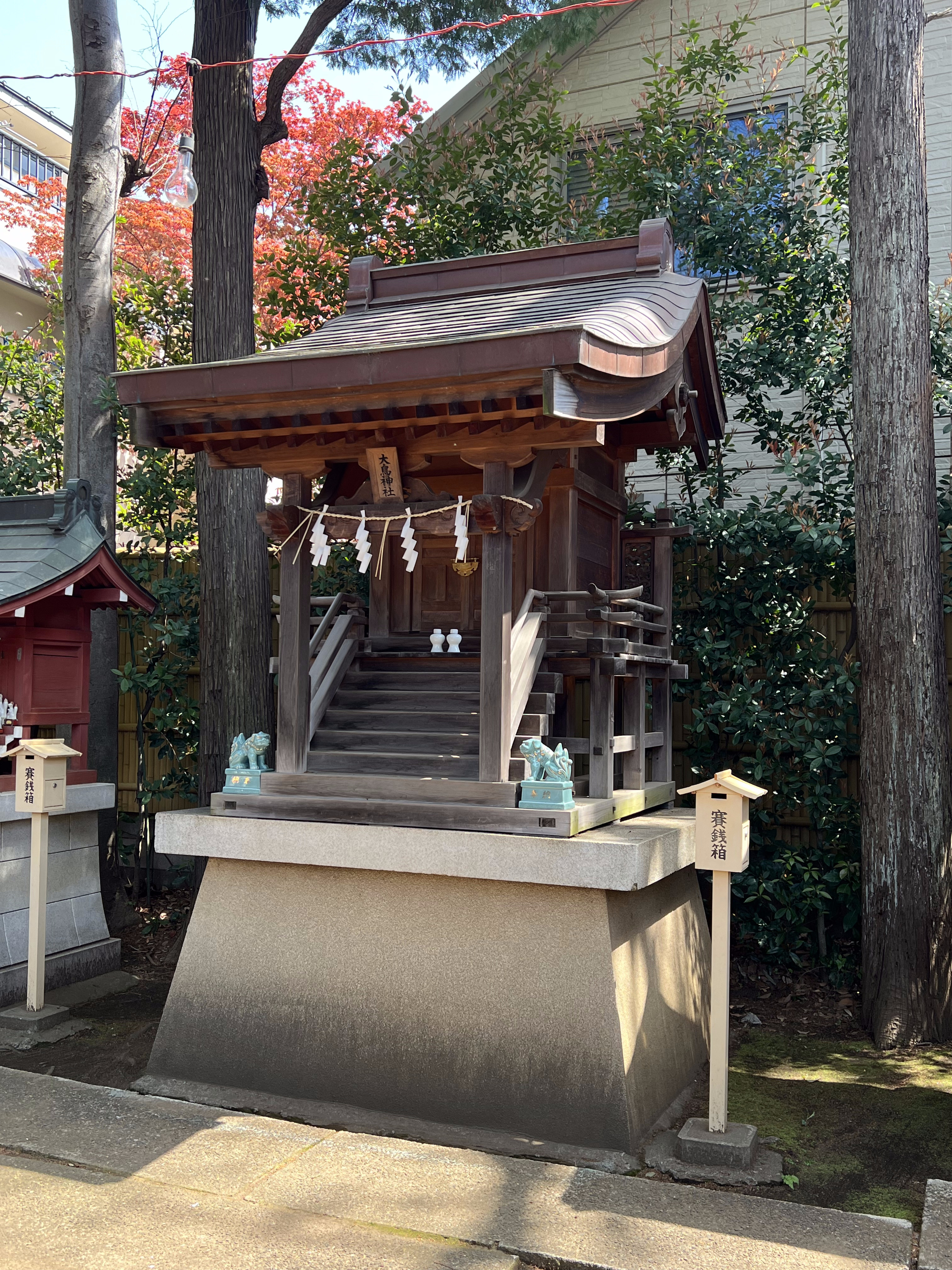
大鳥神社

## 行事
・節分祭り
・夏祭り（小学生などがお囃子の練習をしてきて披露する事がある）
・百人一首大会（テレビに映ることもあって幼稚園からご年配の方まで幅広い人が参加できる）

## 境内社
- 大鳥神社
- 稲荷神社
- 須賀神社
- 金山彦神社
- 日枝神社

## アクセス
- 中央線快速・東京メトロ丸ノ内線・荻窪駅より徒歩約12分
- 拝観は無料。

## 参考資料
- 杉並区文化財案内標示板